# Marko Simonović (ur. 1986)
Marko Simonović (cyr. Марко Симоновић, ur. 30 maja 1986 w Prisztinie) – serbski koszykarz występujący na pozycji niskiego skrzydłowego, reprezentant kraju, wicemistrz olimpijski i świata, po zakończeniu kariery zawodniczej trener koszykarski, obecnie asystent trenera w klubie Crvena Zvezda.

## Osiągnięcia
Stan na 15 listopada 2022, na podstawie, o ile nie zaznaczono inaczej.

### Drużynowe
- Mistrz :
  - Ligi Adriatyckiej (2016, 2017, 2021, 2022)
  - Czarnogóry (2009–2011)
  - Serbii (2016, 2017, 2021, 2022)
- Wicemistrz:
  - Ligi Adriatyckiej (2008, 2013)
  - Serbii (2008, 2013, 2014)
- Zdobywca:
  - pucharu:
    - Serbii (2013, 2014, 2017, 2021, 2022)
    - Czarnogóry (2009–2011)
- Finalista:
  - Superpucharu Ligi Adriatyckiej (2019)
  - Pucharu Serbii (2008)
- Uczestnik międzynarodowych rozgrywek:
  - Euroligi (2015/2016 – TOP 8, 2016/2017)
  - Eurocup (2012/2013 – TOP 16, 2013/2014 – Final Four, 2017/2018 – TOP 8, 2018/2019 – TOP 16)
  - EuroChallenge (2008–2010)
- Zwycięzca turnieju – Sweden International Tournament (2002)

### Indywidualne
- MVP kolejki Ligi Adriatyckiej (15 – 2016/2017)
- Zaliczony do I składu Ligi Adriatyckiej (2017)

### Reprezentacja
Seniorów
- Wicemistrz:
  - olimpijski (2016)[6][7][8]
  - świata (2014)[9]
- Uczestnik:
  - mistrzostw:
    - świata (2014, 2019 – 5. miejsce)[10]
    - Europy (2015)[11]

  - kwalifikacji :
    - olimpijskich (2016 – 1. miejsce)[12]
    - do Eurobasketu (2020)

  - europejskich kwalifikacji do mistrzostw świata (2017–2019)

Młodzieżowe
- Mistrz uniwersjady (2009)
- Wicemistrz uniwersjady (2007)
- Uczestnik kwalifikacji do mistrzostw Europy U–18 (2004)[13]